# McKeesport
McKeesport är en stad (city) i Allegheny County i Pennsylvania i USA. McKeesport grundades 1795 av John McKee, fick status som borough 1848 och som city 1891.
McKeesport hade 2020 17 727 invånare.

## Kända personer
- Swin Cash, basketspelare
- Rick Krivda, basebollspelare
- Duane Michals, fotograf
- Bill Shuster, politiker